# Voices Carry
«Voices Carry» — песня, записанная американской нью-вейв-группой ’Til Tuesday с их дебютного студийного альбома Voices Carry, вышедшего в качестве 1-го сингла в 1985 году. Автором песни стала фронтмен группы, певица и гитаристка Эйми Манн. Сингл Voices Carry достиг восьмого места в американском хит-параде (Billboard Hot 100) и № 15 в Австралии и Канаде, а также получил премию MTV Video Music Awards 1985 года.

## История
Песня получила положительные отклики музыкальных изданий и редакций: Rolling Stone, Allmusic, Los Angeles Times, Chicago Tribune. Стив Пик из About.com поместил песню «Voices Carry» под № 5 в его списке Лучших песен 1985 года («Top 10 Songs of 1985»), назвав её «почти безупречным поп-синглом».
В 1985 году сингл достиг № 14 в рок-чарте США (Hot Mainstream Rock Tracks),  вошёл в двадцатки лучших в Австралии и Канаде. В апреле 1985 года сингл дебютировал на № 81 в основном американском хит-параде Billboard Hot 100 и позднее достиг в нём восьмого места (высшее достижение для группы за всю её карьеру), пробыв в этом мультиформатном чарте 21 неделю.
Видеоклип «Voices Carry» получил номинацию MTV Video Music Awards 1985 года в категории Лучшее видео дебютанта и выиграл её. В том же году на церемонии Fourth Annual American Video Awards, солистка группы Эйми Манн была названа лучшей исполнительницей (Best Female Performer) за участие в видео для «Voices Carry». Сам клип был включён в список «100 Greatest Music Videos» (№ 40) журнала Slant Magazine, составленный в 2003 году и в список «100 Awesome Music Videos» издания Pitchfork Media, составленный в 2006 году.
Музыкальное видео было поставлено режиссёром Д. Вебстером (D. J. Webster) и снято в театре Дорчестер's Strand Theater, в Бостоне.
Кавер-версии этой песни записали (как на альбомах, так и в живом исполнении) многие музыканты, среди которых победительница конкурса American Idol певица Кэрри Андервуд и рок-исполнительница Кортни Лав. Американская группа Gang Green сделала хардкор-панк версию этой песни для своего дебютного альбома Another Wasted Night (1986). Свои версии записали Morella's Forest, Toxic Audio (сделали акапелла версию в 2005), Vitamin C (в 2005 году сделал поп-версию для саундтрека диснеевского фильма Высший пилотаж), Тиффани (2007), MGMT (2009).

## Состав композиций
| - 7" Single: Australia/North America 1. «Voices Carry» — 4:19 2. «Are You Serious?» — 3:15 - 12" Maxi-Single: Netherlands 1. «Voices Carry» — 4:19 2. «Are You Serious?» — 3:15 3. «Sleep» — 3:40 | - 12" Maxi-Single: North America 1. «Voices Carry» (Long version) — 4:19 2. «Voices Carry» (Single mix) — 3:59 |

## Номинации и награды
| Год  | Номинируемая работа | Категория                                 | Результат |
| ---- | ------------------- | ----------------------------------------- | --------- |
| 1985 | «Voices Carry»      | MTV Video Music Award for Best New Artist | Победа    |

## Чарты
| Чарт (1985)                               | Высшая позиция |
| ----------------------------------------- | -------------- |
| Australian Kent Music Report              | 15             |
| Canadian RPM Singles Chart                | 15             |
| U.S. Billboard Hot 100                    | 8              |
| U.S. Billboard Hot Mainstream Rock Tracks | 14             |